# Common Integrated Risk Analysis Model
Das Common Integrated Risk Analysis Model (CIRAM), übersetzt Gemeinsames integriertes Risikosanalysemodell, ist ein Modell zur Risikoanalyse in Bezug auf irreguläre Migrationsströme an den Außengrenzen der EU.
Das Modell wurde 2002 von einer EU-Expertengruppe entwickelt und erstmals von dem 2003 in Helsinki gegründeten mit der Risikoanalyse beauftragten Risk Analysis Centre (RAC) angewendet. Ab Mai 2005 wurde diese Aufgabe auf die Europäische Agentur für die operative Zusammenarbeit an den Außengrenzen der Mitgliedstaaten der Europäischen Union (FRONTEX) übertragen. 2006 erfolgte eine Überarbeitung des Modelles an dem auch Experten der deutschen Bundespolizei beteiligt waren.